# Славица Николовска
Славица Николовска-Спасовска (на македонска литературна норма: Славица Николовска – Спасова) е актриса от Социалистическа република Македония.

## Биография
Родена е през 1948 г. в Скопие. През 1971 г. завършва Театралната академия в Загреб. След това започва работа в Драматичния театър в Скопие. Играе на сцените на Кукления и Детския театър.

## По-важни театрални роли
- Цвета – Сватба од В. Ильоски
- Джеси – Дејството на гама зраците врз сенишните невени от Пол Зиндел
- Любов – Чехов од Маљугин
- Вали – Стапица от Т. Ружевиќ
- Шортс – Дамите от Аламо от П. Зиндел
- Болва во уво
- Сомнително лице
- Умна глава
- Карамазови
- Фоксфаер
- Сказна за времето
- Самоубиец
- Балконот
- Чест